# Макгенрі (Іллінойс)
Макгенрі (англ. McHenry) — місто (англ. city) в США, в окрузі Макгенрі штату Іллінойс. Населення — 27 135 осіб (2020).

## Географія
Макгенрі розташоване за координатами 42°20′22″ пн. ш. 88°17′35″ зх. д. / 42.33944° пн. ш. 88.29306° зх. д. (42.339504, -88.293010).  За даними Бюро перепису населення США в 2010 році місто мало площу 39,30 км², з яких 38,18 км² — суходіл та 1,13 км² — водойми.

### Клімат
| Клімат : Макгенрі                                              | Клімат : Макгенрі | Клімат : Макгенрі | Клімат : Макгенрі | Клімат : Макгенрі | Клімат : Макгенрі | Клімат : Макгенрі | Клімат : Макгенрі | Клімат : Макгенрі | Клімат : Макгенрі | Клімат : Макгенрі | Клімат : Макгенрі | Клімат : Макгенрі | Клімат : Макгенрі |
| Показник                                                       | Січ.              | Лют.              | Бер.              | Квіт.             | Трав.             | Черв.             | Лип.              | Серп.             | Вер.              | Жовт.             | Лист.             | Груд.             | Рік               |
| Абсолютний максимум, °C                                        | 16,7              | 21,1              | 28,3              | 32,2              | 37,2              | 38,9              | 39,4              | 37,8              | 35,6              | 31,1              | 24,4              | 20,0              | 39,4              |
| Середній максимум, °C                                          | −2,2              | 0,6               | 6,7               | 13,9              | 20,0              | 25,6              | 27,8              | 26,1              | 22,2              | 15,6              | 8,3               | 0,6               | 13,9              |
| Середня температура, °C                                        | −6,1              | −3,9              | 1,7               | 8,9               | 14,4              | 20,0              | 22,8              | 21,7              | 16,7              | 10,6              | 3,9               | −3,3              | 8,9               |
| Середній мінімум, °C                                           | −10,6             | −8,3              | −3,3              | 3,3               | 8,9               | 14,4              | 17,2              | 16,1              | 11,1              | 5,0               | −1,1              | −7,8              | 3,9               |
| Абсолютний мінімум, °C                                         | −34,4             | −30,6             | −25               | −15               | −5,6              | 1,7               | 3,3               | 3,3               | −3,9              | −10               | −23,3             | −30,6             | −34,4             |
| -------------------------------------------------------------- | ----------------- | ----------------- | ----------------- | ----------------- | ----------------- | ----------------- | ----------------- | ----------------- | ----------------- | ----------------- | ----------------- | ----------------- | ----------------- |
| Джерело: http://www.intellicast.com/Local/History.aspx?month=7 |                   |                   |                   |                   |                   |                   |                   |                   |                   |                   |                   |                   |                   |

## Демографія
Згідно з переписом 2010 року, у місті мешкали 26 992 особи в 10 075 домогосподарствах у складі 6970 родин. Густота населення становила 687 осіб/км².  Було 10741 помешкання (273/км²).
Расовий склад населення:
| - 90,3 % — білих - 1,6 % — азіатів - 0,7 % — чорних або афроамериканців - 0,3 % — корінних американців - 5,5 % — осіб інших рас |

До двох чи більше рас належало 1,6 %. Частка іспаномовних становила 12,8 % від усіх жителів.
За віковим діапазоном населення розподілялося таким чином: 25,9 % — особи молодші 18 років, 62,6 % — особи у віці 18—64 років, 11,5 % — особи у віці 65 років та старші. Медіана віку мешканця становила 37,2 року. На 100 осіб жіночої статі у місті припадало 94,1 чоловіків;  на 100 жінок у віці від 18 років та старших — 91,3 чоловіків також старших 18 років.
Середній дохід на одне домашнє господарство  становив 77 616 доларів США (медіана — 62 625), а середній дохід на одну сім'ю — 88 855 доларів (медіана — 77 550). Медіана доходів становила 55 507 доларів для чоловіків та 40 661 долар для жінок. За межею бідності перебувало 8,2 % осіб, у тому числі 11,0 % дітей у віці до 18 років та 4,1 % осіб у віці 65 років та старших.
Цивільне працевлаштоване населення становило 13 638 осіб. Основні галузі зайнятості: освіта, охорона здоров'я та соціальна допомога — 17,2 %, виробництво — 16,2 %, роздрібна торгівля — 15,5 %.